# Бонневилл (солончак)
Бонневилл (англ. Bonneville Salt Flats) — солончаки, остатки одной из частей высохшего одноимённого солёного озера площадью 260 км²; находится на северо-западе штата Юта, США. Озеро сформировалось примерно 32 000 лет назад, а примерно 16 800 лет назад озеро высохло. Территориально являются частью пустыни Большого Солёного озера.

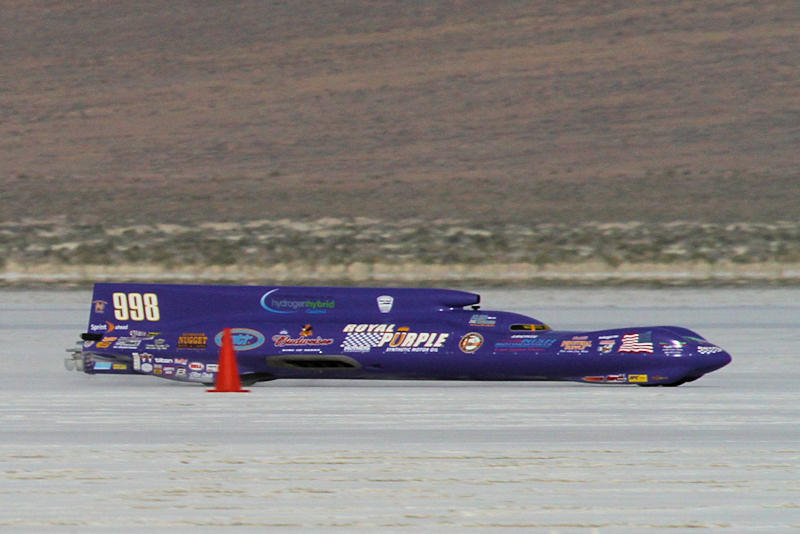
Стримлайнер «Франкенштейн» на скорости с Майком Нишем за рулём (2010)

Глубина соляных отложений достигает во многих местах 1,8 метра.
Бывшее озеро было названо в честь Бенджамина Бонневиля (1796—1878), исследователя этой части Америки.
Место широко известно двумя высокоскоростными автотрассами, которые проложены по поверхности озера под разными углами. Ровная соляная поверхность озера Бонневилл позволяет автомобилям развивать скорость более 1000 км/ч.
Пейзажи высохшего озера задействованы в нескольких фильмах: «Баллада о Большом Але», «Чернокнижник», «День независимости», «Бонневилль», «Самый быстрый „Индиан“» и других.
На территории озера в 2006 году успешно приземлилась спускаемая капсула космического аппарата «Стардаст» с образцами кометного вещества.